# Jeremy Manning
Pour les articles homonymes, voir Manning.
Pas d'image ? Cliquez ici

a Compétitions nationales et continentales officielles uniquement.

Dernière mise à jour le 2 septembre 2016.
Jeremy Manning, est né le 11 septembre 1985 à Blenheim (Nouvelle-Zélande). C’est un joueur irlandais d'origine néo-zélandaise de rugby à XV, qui joue avec le club de Abu Dhabi Harlequins en Gulf Top 6. Il évolue au poste d'arrière ou demi d'ouverture (1,78 m pour 83 kg).
Il a passé trois ans dans le championnat irlandais et comme il n'a pas connu de sélection avec les All Blacks, il est sélectionnable avec l'équipe d'Irlande.

## Carrière
- 2005-2010 : Munster (Pro12)  Irlande
- 2010-2012 : Newcastle Falcons (Premiership)  Angleterre
- Depuis 2012 : Abu Dhabi Harlequins (Gulf Top 6)  Émirats arabes unis

En 2016, il devient entraîneur assistant spécialiste du jeu au pied de l'équipe des Fidji de rugby à sept dans le cadre de leur préparation aux Jeux olympiques de Rio de Janeiro.

## Palmarès

### en club
- Champion d'Europe en 2006 avec le Munster.